# لويس وندغرين
لويس وندغرين (بالدنماركية: Louis Lundgreen)‏ هو عداء سريع دنماركي، ولد في 24 أبريل 1901، وتوفي في 26 سبتمبر 1976.

## وصلات خارجية
- لويس وندغرين على موقع أوليمبيديا (الإنجليزية)